# Dolcetto

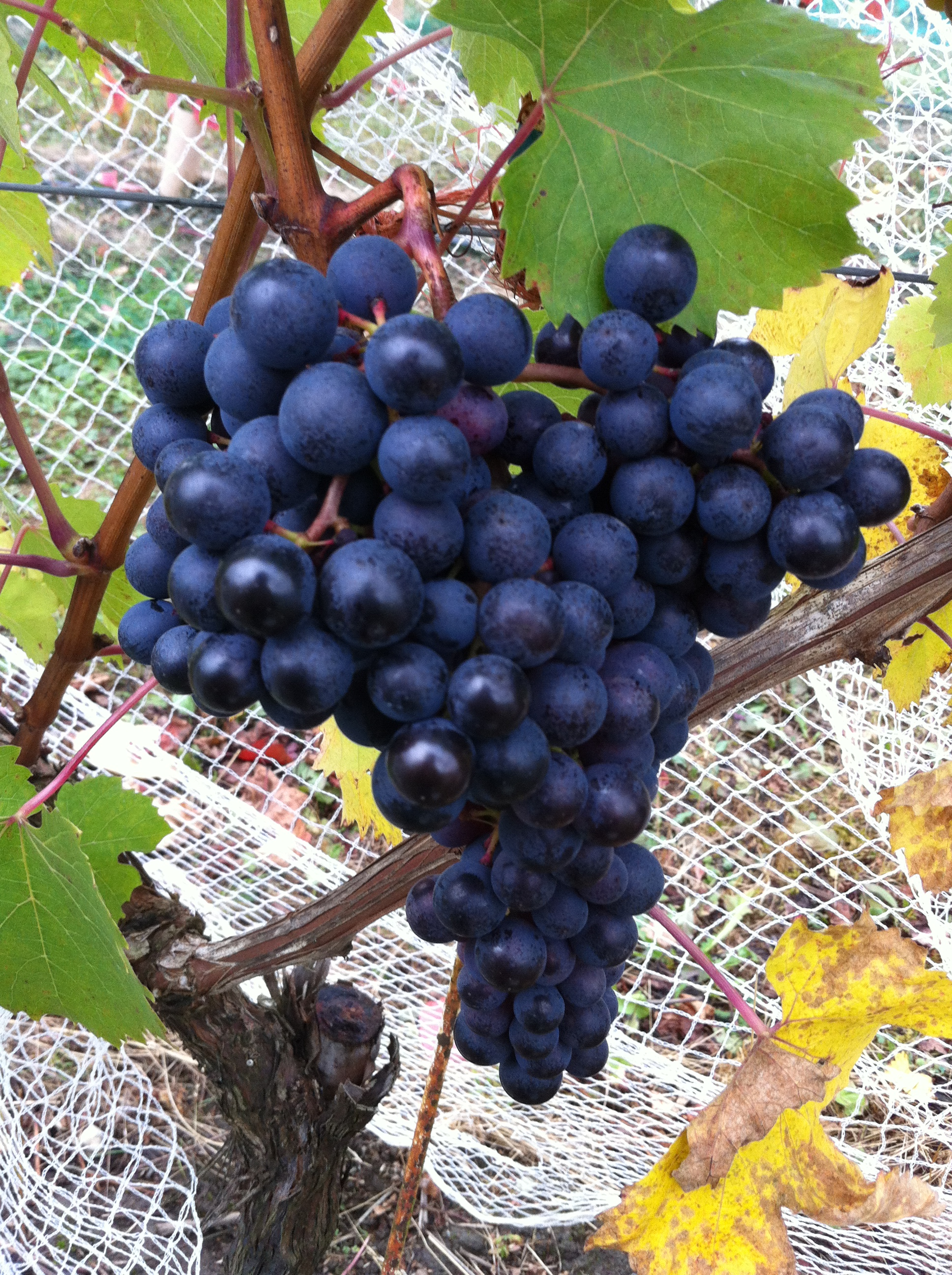
Uvas de dolcetto.

La dolcetto es una uva tinta italiana plantada ampliamente en el Piamonte, en el  norte de Italia. La palabra italiana dolcetto significa "pequeña dulce", pero no es seguro que haga referencia a los altos niveles de azúcar de la uva: es posible que el nombre de las colinas donde se cultiva la uva.
En cualquier caso, los vinos producidos son casi todos secos. Pueden ser tánicos (astringentes) y afrutados con niveles moderados o bajos de acidez y se suelen consumir uno o dos años después de realizarse.

## Historia

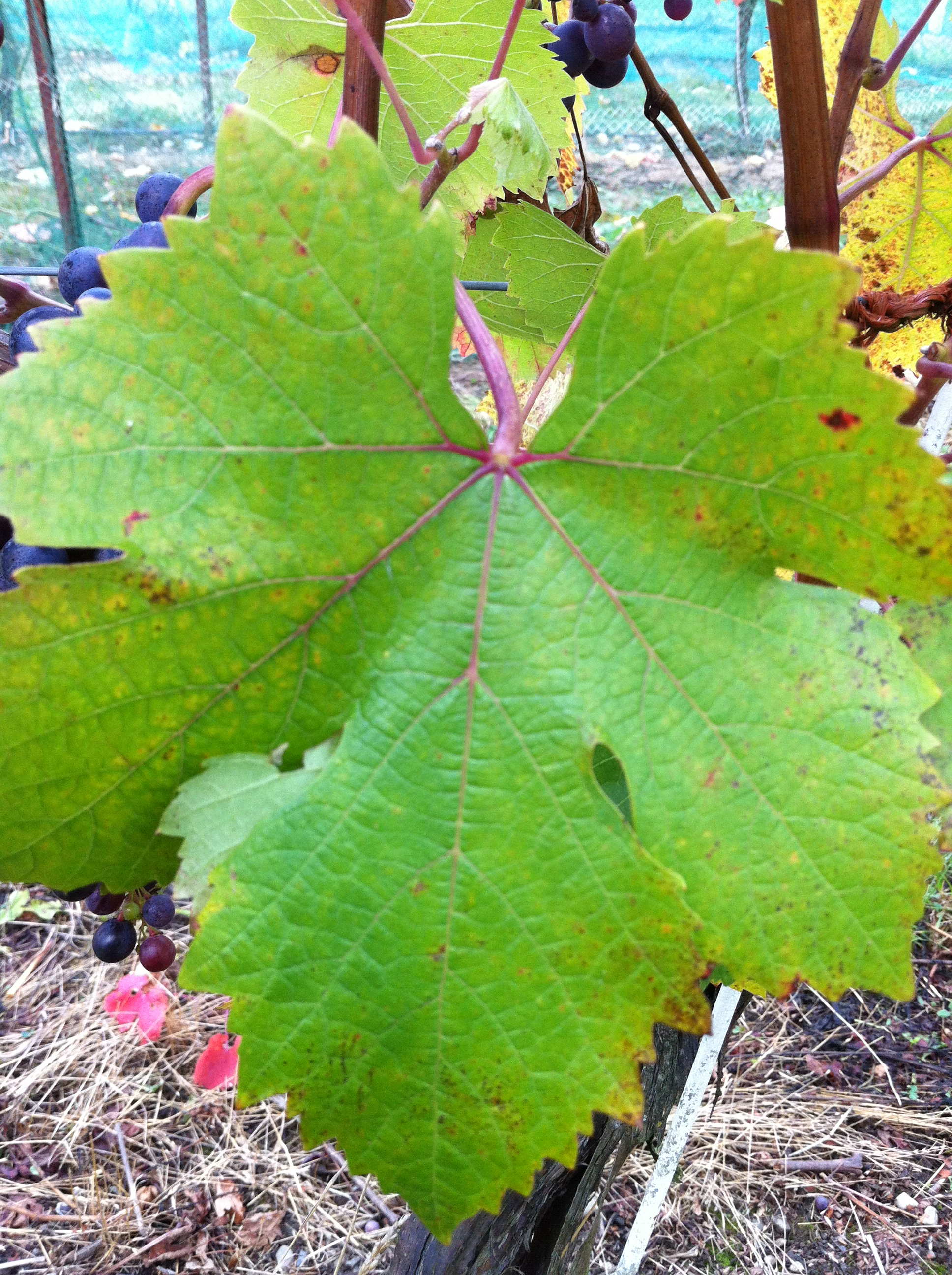
Hoja de vid dolcetto.

Una teoría sugiere que la uva se originó en Francia y que fue traída a Monferrato en algún momento del siglo XI. Una teoría sólida sostiene que la uva se originó en la villa piamontesa de Dogliani. En 1593, una ordenanza municipal de Dogliane  prohibió la cosecha de la uva dozzetti antes del día de San Mateo sin una autorización excepcional. Se cree que la ordenanza se refería a esta variedad, que sigue llamándose en los dialectos locales duzet y duset. Un documento de 1633 ha registrado la presencia de la dolcetto en las bodegas de la familia Arbóreo de Valenza.
En el año 1700, Barnabà Centurione envió un vino de esta uva como regalo a la reina Ana de Gran Bretaña. Al igual que la uva francesa chatus, la dolcetto está emparentada con algunas variedades piamontesas, incluyendo la valentino nero, passus y San Martino.

## Regiones vinícolas
La mayoría de la dolcetto se encuentra en la región de Piamonte, en el noroeste de Italia, donde muchas de las principales fincas producen dolcetto en sus sitios menos favorecidos para el mercado de vino temprano, para así general algún beneficio mientras que las uvas nebbiolo y barbera maduran.
Se asocia sobre todo con las ciudades de Dogliani y Diano d'Alba en la provincia de Cuneo, aunque los mayores volúmenes vienen de los alrededores de Alba y Ovada. La uva se encuentra también en Ligura bajo el nombre de ormeasco, y en el Oltrepò Pavese (trans Po de Pavia), donde es llamada nebbiolo o nibièu.
Casi todas los vinos de DOCs con 100% de dolcetto tienen dos niveles, la versión "estándar", que requiere normalmente un mínimo de 11,5% grados, y la superior, de 12,5%. Los vinos con denominación de dolcetto son: Dolcetto di Dogliani (DOCG desde 2005), Dolcetto d'Acqui, Dolcetto d'Alba, Dolcetto d'Asti, Dolcetto delle Langhe Monregalesi, Dolcetto di Diano d'Alba, Dolcetto d'Ovada y Langhe Dolcetto (no superior).  El Riviera Ligure de Ponente Ormeasco requiere más de un 95% de dlocetto/omeasco; los vinos Colli Tortonesi Dolcetto, Monferrato Dolcetto y Pineronese Dolcetto requieren un mínimo del 85% y el de Valsusa un mínimo del 60%. El vino Golfo Del Tigullio requiere de un 20 a un 70%, mientras que los vinos del Lago di Corbara y el Orvietano rosado pueden contener más de un 20% dolcetto.
Fuera de Italia, la dolcetto es conodia como douce noire en Saboya y como charbono en California. En cualquier caso el perfil de ADN realizado en la Universidad de California en Davis ha mostrado que el douce noir y la charbono no son, de hecho, dolcetto, sino dos vides diferentes. A pesar de eso, algunas plantaciones de verdaderas vides de dolcetto siguen manteniendo en sinónimo local en algunas áreas de Saboya y California.
La vid fue traída primero a California por los expatriados italianos, y es popular las AVAs de Lodi, el condado Mendocino, el valle del río Russian, el valle de Napa, las montañas Santa Cruz, las colinas Santa Rita y el condado de Santa Bárbara. También hay algunas plantaciones en las AVAs de Oregón del valle Umpqua y el sur de Oregón, así como en las denominaciones de Nuevo México y Pensilvania.
En Australia se encuentran las plantaciones más antiguas que hay en la actualidad de dolcetto, con vides que datan de la década de 1860.

### Dolcetto di Dogliani
Los vinos tintos italianos de Dolcetto di Dogliani y Dolcetto di Dogliani Superiore se producen en Langue usando solo la variedad dolcetto. Los vinos fueron reconocidos como DOC en 1974. 
En 2005, la DOC original para Dolcetto di Dogliani Superiore fue revocada y reemplazada por una Denominazione di Origine Controllata e Garantita (DOCG). Este vino, que también se vende bajo el nombre Dogliani, se hace dentro de una zona más limitada de la DOC y los rendimientos de los viñedos no pueden superar los 70 quintales por hectárea. Además, para calificarlos de DOCG, los vinos deben haber sido envejecidos al menos durante un año. Los viñedos son los que se encuentran en las zonas montañosas dentro de las fronteras de las villas de Bastia Mondovì, Belvedere Langhe, Cigliè, Clavesana, Dogliani, Farigliano, Monchiero y Rocca Cigliè, así como en algunas zonas de las villas de Cissone y Somano.

## Vinos

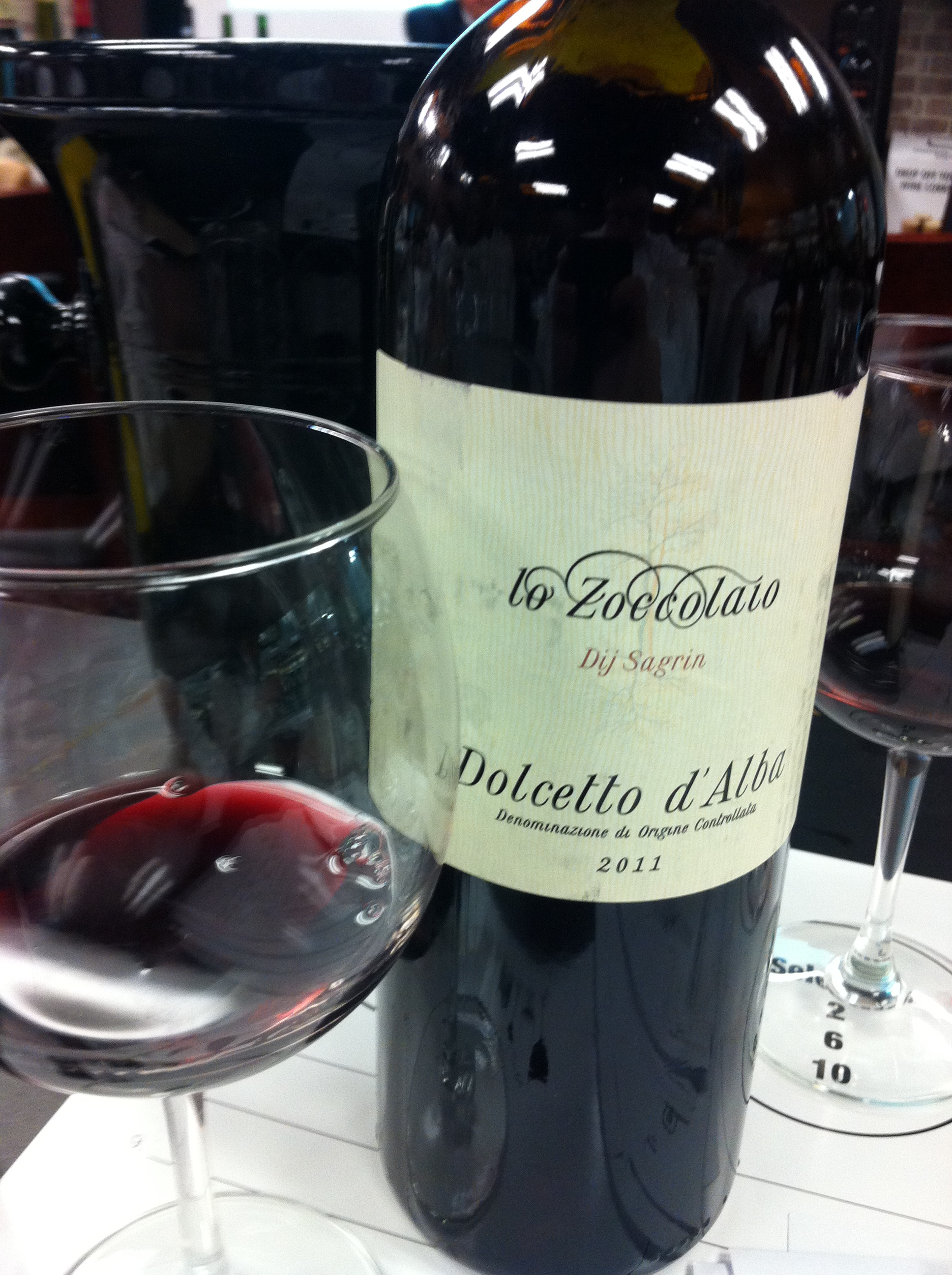
Un vino Dolcetto d'Alba del Piamonte.

Los vinos de dolcetto son conocidos por sus sabores a cerezas negras, licor y ciruelas pasas, y un final amargo característico que recuerda a las almendras. Aunque el nombre implica dulzura, los vinos son normalmente secos. La naturaleza tánica de la uva contribuye a un característico amargor final. La piel oscura y morada de la uva dolcetto tiene una gran cantidad de antionacinas, lo que requiere una maceración corta con la piel para producir vinos de color oscuro. La cantidad de contacto con la piel afecta al resultado de taninos en el vino, y muchos productores prefieren limitar la maceración para hacerla lo más corta que se pueda. Durante la fermentación, el vino es propenso a producir un fallo llamado reducción.

## Acompañamiento de comidas
Sobre todo, la dolcetto se considera un vino tinto ligero y fácil de beber que acompaña bien con platos de pasta y pizza.

## Sinónimos
Los sinónimos son acqui, barbirono, bathiolin, batialin, beina, bignola, bignona, bignonia, bignonina, bourdon noir, cassolo, charbonneau, charbono, chasselas noir, cote rouge merille, crete de coq, debili rifosk, dolcedo rotstieliger, dolceto, dolcetta nera, dolcetto a raspe verde, dolcetto a raspo rosso, dolcetto nero, dolcetto piemontese, dolchetto, dolcino nero, dolciut, dolsin, dolsin raro, dolzin, dolzino, dosset, gros noir de montelimar, gros plant, maennlicher refosco, mauvais noir, montelimar, monteuse, montmelian, mosciolino, nebbiolo (nibièu en dialecto tortonés y en las colinas de Oltrepò Pavese) nera dolce, nibio, noirin d'Espagne, nord du Lot et Garonne, ocanette, orincasca, ormeasca (en Ormea y en Pieve di Teco), ormeasco (Liguria), picot rouge, plant de calarin, plant de chapareillan, plant de Moirans, plant de Montmelian, plant de Provence, plant de Savoie, plant de Turin, plant du roi, premasto, primaticcio, primativo, primitivo nero, promotico, provençal, ravanellino, refork, refork debeli, refork male, refosk debeli, rotstieliger dolcedo, savoyard, Turín, turino, uva d'Acqui, uva d'Acquia, uva del Monferrato, uva di Ovada, uva di Roccagrimalda, y dolsin nero.
La dolcetto di boca, que crece en Novarese, es muy característico mientras que el raro Piedmontese Dolcetto bianco es una uva que no está relacionada.